# Tribulocarpus dimorphanthus
Tribulocarpus dimorphanthus ist die einzige Pflanzenart der monotypischen Gattung Tribulocarpus aus der Familie der Mittagsblumengewächse (Aizoaceae). Der botanische Name der Gattung leitet sich vom Namen der Gattung Tribulus und deren dornigen Früchten ab.

## Beschreibung
Tribulocarpus dimorphanthus wächst strauchig und erreicht Wuchshöhen von bis zu 50 Zentimetern (Namibia) bzw. zwischen 100 und 150 Zentimetern (Somalia). Die Spreite der Laubblätter ist 10 bis 20 Millimeter lang und 10 bis 15 Millimeter breit. Sie ist mit kugelförmigen Papillen bedeckt und erscheint weißlich. An der Basis ist sie zu einem Blattstiel reduziert. Ihre Spitze ist gestutzt bis stumpf.
Die kurz gelappten Blüten erscheinen in kompakten Gruppen. Die abschließende Gruppe ist zweigeschlechtig und besitzt sehr lange Blütenröhren, die fast wie Blütenstiele erscheinen.
Die kugelförmigen Früchte sind mit zahlreichen Stacheln von 2 bis 8 Millimeter Länge besetzt.

## Systematik und Verbreitung
Tribulocarpus dimorphanthus ist in zwei deutlich voneinander getrennten Gebieten in Namibia und Somalia in trockenem Grasland verbreitet.
Die Erstbeschreibung als Tetragonia dimorphantha wurde 1889 von Ferdinand Albin Pax vorgenommen. 1921 stellte Spencer Le Marchant Moore (1850–1931) die der Gattung Tribulocarpus auf. Robert Stephen Adamson (1885–1965) betrachtete sie hingegen als eine Untergattung von Tetragonia (Tetragonia subg. Tribulocarpus).
2012 stellten Mats Thulin und Sigrid Liede-Schumann die Art Tetragonia retusa Thulin als Tribulocarpus retusus (Thulin) Thulin & Liede in die Gattung Tribulocarpus, die damit nicht länger monotypisch ist.

## Nachweise